# Jiliapan, Hidalgo
Jiliapan är en ort i Mexiko.   Den ligger i kommunen Pacula och delstaten Hidalgo, i den centrala delen av landet, 170 km norr om huvudstaden Mexico City. Jiliapan ligger 1 455 meter över havet och antalet invånare är 966.
Terrängen runt Jiliapan är kuperad österut, men västerut är den bergig. Runt Jiliapan är det ganska glesbefolkat, med 31 invånare per kvadratkilometer. Närmaste större samhälle är Pacula, 9,2 km nordost om Jiliapan. I omgivningarna runt Jiliapan växer i huvudsak blandskog.